# Statue de Cecil Rhodes (Bulawayo)
Une statue de Cecil Rhodes réalisée par John Tweed est située à Bulawayo au Zimbabwe. Elle représente l'homme d'affaires britannique Cecil Rhodes, magnat des mines, fondateur de la De Beers, fondateur de la Rhodésie et premier ministre de la colonie du Cap.
Cette statue fut érigée en 1904 au carrefour de main street et de la 8ème avenue dans le centre-ville de Bulawayo, alors une ville de Rhodésie du Sud. En février 1981, un peu moins d'un an après l'indépendance du Zimbabwe, la statue en bronze est déplacée du centre-ville au centenary park à proximité du musée d'histoire naturelle.

## Localisation
La statue est située à Bulawayo, aux abords du Natural History Museum of Zimbabwe dans le Century Park. Elle fait face à la statue de Charles Coghlan.

## Descriptif

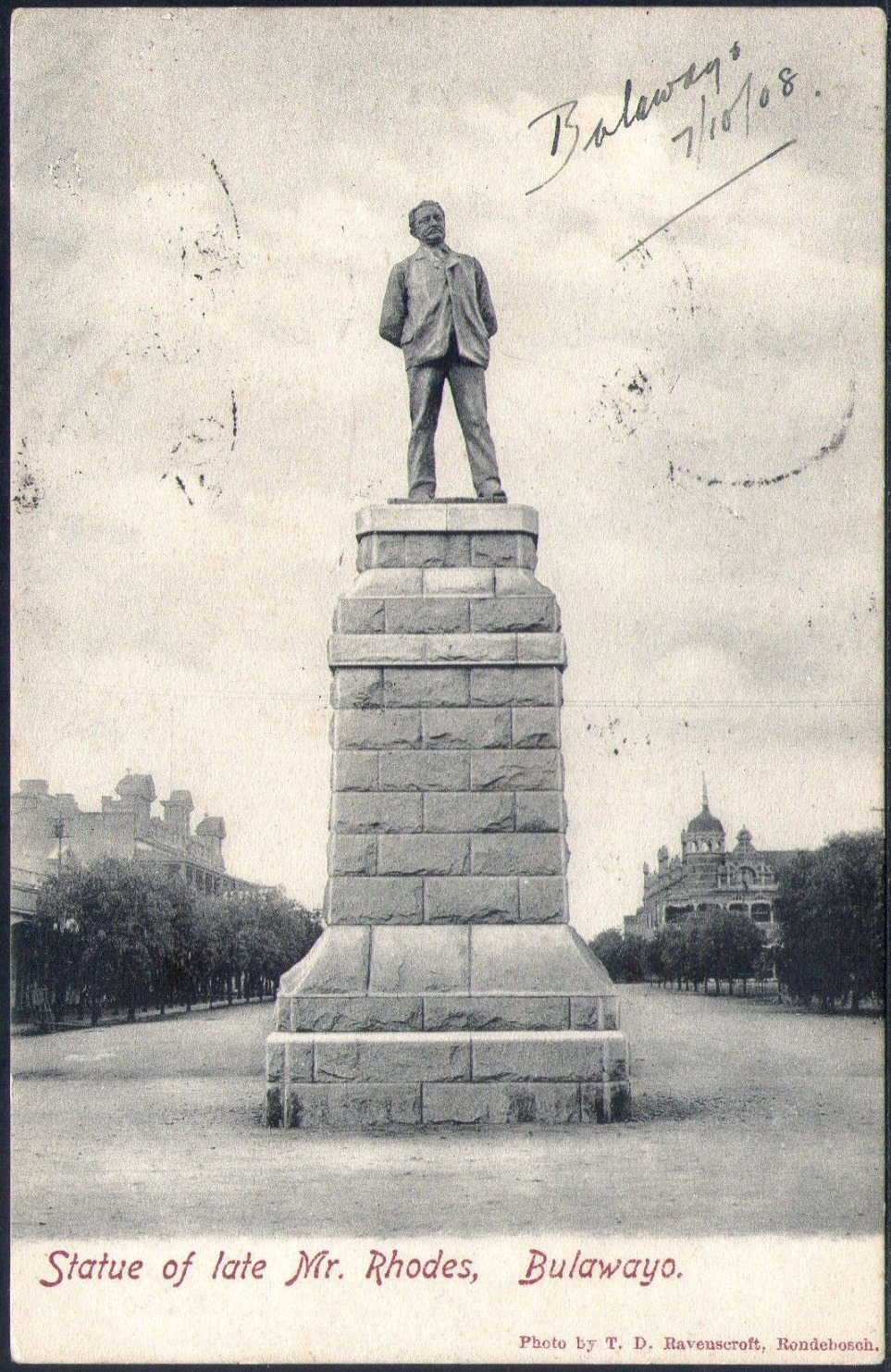
La statue sur son ancien emplacement

Juchée sur un petit socle sans épitaphe (depuis 1981), la statue représente Cecil Rhodes, légèrement penché, en complet veston, les mains croisées derrière le dos.

## Historique

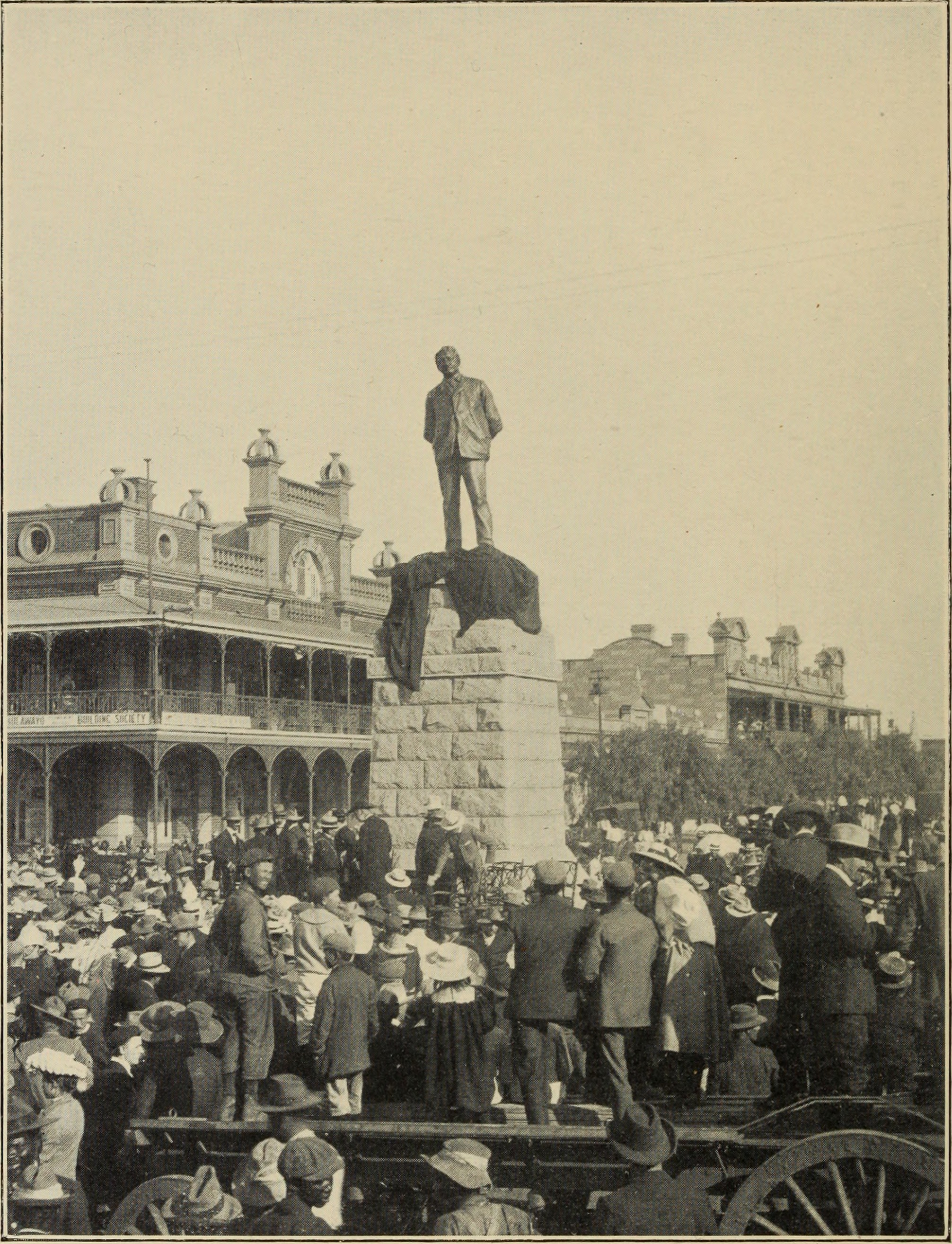
Inauguration de la statue.

D'origine britannique, Cecil Rhodes a fait fortune sur les champs diamantifères de Kimberley où il fonda  l'entreprise De Beers Consolidated Mines. 
Partisan de l'expansion de l'Empire britannique, et initiateur à cette fin de la création d'une liaison ferroviaire allant du Caire au nord au Cap, Rhodes fonda la British South Africa Company (BSAC), une compagnie à charte pour revendiquer et coloniser au nom de la couronne britannique les territoires situés au nord du fleuve Limpopo (concession Rudd). Le 6 mai 1890, au nom de l’Empire britannique, pour Cecil Rhodes et pour la Reine Victoria, une colonne de pionniers, financée par Rhodes, menée par le major Frank Johnson et l'explorateur Frederick Courtney Selous, quittait Kimberley, en direction du Matabeleland où allait être fondée la Rhodésie (actuel Zimbabwe). Bulawayo était à l'époque le kraal du Roi Lobengula.
Au début des années 1890, l'installation des pionniers dans les territoires de la Zambézie du Sud ne se passe pas sans mal. La coexistence avec les Matabélés du roi Lobengula est difficile. En 1893, une guerre éclate (la Première Guerre ndébélé) mais très vite, grâce à leur puissance de feu, les troupes de la BSAC l'emportent sur les Matabélés (bataille de la Shangani le 25 octobre 1893). 
En janvier 1896, les Matabélés se rebellent pour protester contre les conditions de vie imposées par les Britanniques (Seconde Guerre ndébélé). Les colons se retranchent alors dans les enceintes de Bulawayo, Gwelo, Belingwe et Tuli.   Rhodes se rend alors au milieu des monts Matobo afin de négocier un armistice avec les chefs ndébélés le 21 août 1896. Deux mois plus tard, la paix est signée. 
Cecil Rhodes a été enterré le 10 avril 1902 sur les Monts Matopo à 50 km au sud de Bulawayo. 

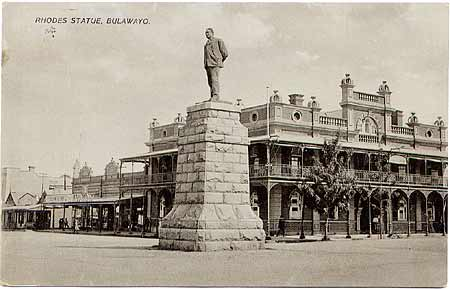
La statue de Cecil Rhodes en 1925.

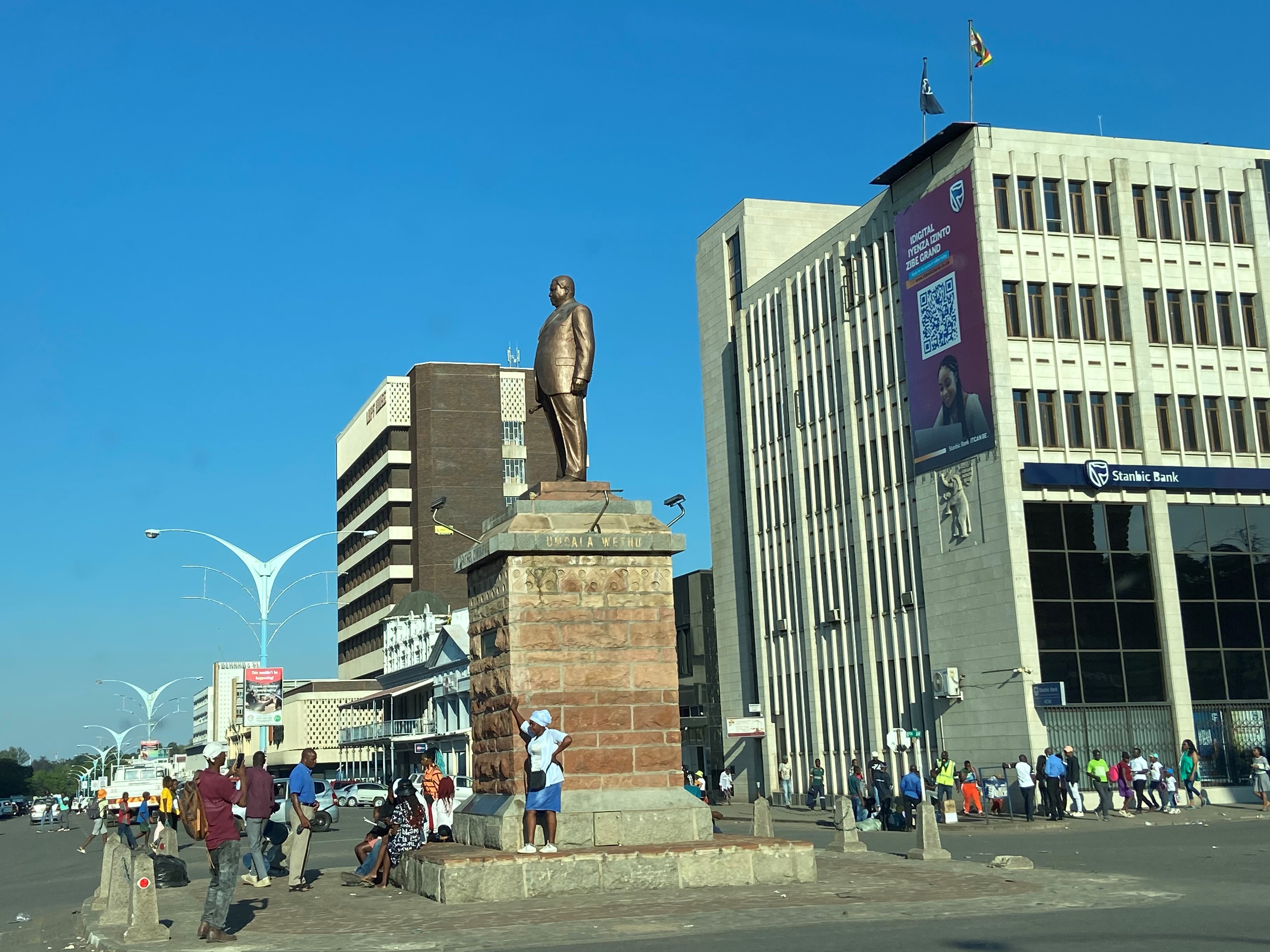
La statue de Joshua Nkomo au même emplacement en 2023.

Deux ans plus tard, le 7 juillet 1904, une statue, réalisée par le sculpteur écossais John Tweed, est érigée dans le centre-ville de Bulawayo, placée sur un très haut piédestal en granit, à l'intersection de main street et de la 8ème avenue, et à proximité du Rebellion monument réalisé par W. Douslin, situé à la jonction de Selborne Avenue. Il s'agit alors de la première statue publique de Rhodes. En 1897, alors qu'il était à Londres, Cecil Rhodes avait posé pour Tweed pour la réalisation d'un buste. Celui-ci servit de modèle pour la statue que réalisa ensuite Tweed après la mort de Rhodes,.
En février 1981, cette statue symbolique de Rhodes et de la colonisation de la Rhodésie, est déplacée du centre-ville vers le Centenary Park par les nouvelles autorités post coloniales du Zimbabwe.
Depuis 2013, une statue de Joshua Nkomo a été érigée à l'emplacement où était située celles de Rhodes ,, sur un piédestal de même style.

## Autres articles
- Rhodes Memorial
- Statue de Cecil Rhodes (Le Cap)
- Statue équestre de Cecil Rhodes
- Statue de Cecil Rhodes (Harare)